# Tadanobu Asano
Tadanobu Asano (Yokohama, Kanagawa, 27 de novembro de 1973) é um ator japonês.

## Carreira
Asano nasceu em Yokohama filho de pai japonês e mãe com ascendência japonesa e navajo. Em 1999 Tadanobu Asano fez parte do elenco do filme Gohatto dirigido por Nagisa Oshima que em 2000 foi apresentado no Festival de Cannes. Asano participou do filme chamado Akarui Mirai de 2003 que foi apresentado no Festival de Cannes do mesmo ano. Em 2007 Tadanobu Asano protagonizou Genghis Khan em Mongol, o filme foi indicado ao Oscar 2008 na categoria de Melhor filme em língua estrangeira. Mongol também foi considerado em 2008 pelo New York Post como o oitavo melhor filme do ano. Asano participou da adaptação para filme do romance Coin Locker Babies, escrito por Ryu Murakami. O segundo filme de Sergei Bodrov baseado na vida de Genghis Khan (Tadanobu Asano) sob o nome provisório de The Great Khan que também poderá ser conhecido como Mongol 2 sendo a continuação de Mongol de 2007 onde Asano também fez papel de Genghis Khan. Em 2011 foi lançado o filme Thor onde Tadanobu Asano representou Hogun. Asano foi escalado para fazer o papel de Nagata no filme de 2012 chamado Battleship.

## Prêmio
Tadanobu Asano recebeu o Prêmio Upstream de Melhor Ator em 2003 no Festival de Veneza por seu papel em Last Life in the Universe.